# María Irene Fornés
Pour les articles homonymes, voir Fornés.
Œuvres principales
Fefu and Her Friends (1977) 
Mud (1983) 
Sarita (1984) 
 Letters from Cuba (2000)
María Irene Fornés, née le 14 mai 1930 à La Havane à Cuba et morte le 30 octobre 2018 à Manhattan aux États-Unis, est une metteuse en scène et une dramaturge américaine. Elle a eu un rôle majeur dans  l’avant-garde théâtrale et dans le Off-Broadway.
La condition de la femme est un des thèmes de son théâtre. Elle a reçu pour ses créations et son œuvre de nombreuses récompenses.

## Biographie
María Irene Fornés est née à La Havane (Cuba). Elle a émigré an 1945 aux États-Unis à l'âge de 14 ans, avec sa mère, Carmen Collado Fornés et ses sœurs, après la mort de son père, Carlos Fornés. Elle a obtenu la nationalité américaine en 1951,. Quand elle est arrive en Amérique, Fornés travaille dans une usine. Ne se satisfaisant pas de cette situation, elle suit des cours pour apprendre l'anglais et devient traductrice. À l'âge de 19 ans, elle s'intéresse à la peinture et à l'art abstrait. Elle étudie avec Hans Hofmann.
En 1954, elle rencontre l'écrivain et le modèle Harriet Sohmers. Devenue sa compagne, elle déménage à Paris pour vivre avec elle et étudier la peinture. Là, une pièce de théâtre de Samuel Beckett, En attendant Godot, suscite son intérêt, bien qu'elle n'ait jamais lu la pièce et qu'elle ne comprenne pas le français. La vision de ce spectacle déplace son envie créative vers le théâtre. Elle vit avec Sohmers, à Paris, pendant trois ans, après quoi Sohmers s'installe avec une autre femme écrivain, américaine également, Susan Sontag.
En 1957, Fornés retourne à New York City. En 1959, lorsque Sontag revient à son tour à New York, elles commencent une relation qui va durer sept ans et s'installent ensemble. Les deux auteurs s'encouragent mutuellement à écrire. En 1961, la première pièce de Fornés s'intitule The Widow. La pièce suivante est une de ses œuvres majeures, There! You Died. La première représentation en est donnée par les acteurs de l'atelier de San Francisco en 1963. La pièce est ensuite rebaptisée Tango Palace et produite en 1964 par des acteurs new-yorkais de l'Actors Studio. La pièce est une lutte de pouvoir allégorique entre les deux homosexuels : Isidore, un clown, et Léopold, un jeune naïf. Comme beaucoup de ses écrits, la pièce repose sur le conflit de caractères et non sur une intrigue. La réputation de Fornés grandit dans les milieux d'avant-garde. Elle se lie d'amitié avec Norman Mailer et Joseph Papp, et renoue avec Harriet Sohmers. Tango palace est suivie par the Successful Life of Three et par Promenade, pour lequel elle remporte son premier Obie Award en 1965.
Elle est à nouveau récompensée en 1977 pour Fefu and Her Friends (le thème : huit amies en week-end dans une maison, un spectacle dont le second acte se joue simultanément sur quatre scènes distinctes, la cuisine, le bureau, la chambre, le jardin), et en 1979 pour Eyes on the Harem. En 1982, elle obtient un Obie Award  spécial pour la totalité de son œuvre, durant les années 1960 et 1970. En 1984, elle se voit à nouveau décerner deux Obie Award pour l’écriture d'une part et la direction d'autre part de The Danube, Mud and Sarita. Mud a été  produit  en 1983 au Padua Hills Playwrights' Festival en Californie. La pièce explore la vie de personnages confrontés à la pauvreté et de l'isolement, qui deviennent impliqués dans un triangle amoureux dans laquelle les rôles sont inversés, avec un positionnement bien spécifique du personnage féminin, relativement caractéristique de l’œuvre de Fornés.
D’autres créations, comme The Conduct of Life en 1985 et Abingdon Square, lui apportent de nouveaux Obies Awards. Maria Irene Fornés est également finaliste pour le prix Pulitzer (pour le théâtre) en 1990 pour sa pièce And What of the Night?. En 2000, la première représentation de Letters From Cuba a lieu au Signature Theatre Company à New York, dans le cadre de la rétrospective consacrée pendant une saison entière par ce lieu théâtral à Maria Irene Fornés. Le thème des "Lettres de Cuba" est une correspondance d’un jeune danseur cubain vivant à New York avec son frère resté sur la terre d’origine. C’est la première œuvre de Fornés tirée de son expérience personnelle et de ses 30 ans d'échange épistolaires avec son propre frère. Un Obie lui a été décerné également pour cette pièce . Un autre spectacle, Balseros, est consacré aux personnes quittant Cuba sur des embarcations de fortune.
Au fil des ans, Maria Irene Fornés est devenue une référence dans le domaine de la création théâtrale à New York. Elle a été honorée d'un doctorat honorifique en lettres de Bates College en 1992. Elle continue à diriger, enseigner et encadrer de jeunes dramaturges, comme Nilo Cruz. Au début des années 2000, elle est toutefois frappée par la maladie d'Alzheimer.

## Principaux spectacles et année de création
- The Widow (1961)
- There! You Died (1963) (rebaptisé Tango Palace in 1964)
- The Successful life of 3: A skit for Vaudeville (1965)
- Promenade (musique de Al Carmines) (1965)
- The Office (1966)
- The Annunciation (1967)
- A Vietnamese Wedding (1967)
- Dr. Kheal (1968)
- Molly's Dream (musique de Cosmos Savage) (1968)
- The Red Burning Light, or Mission XQ3 (musique de John Vauman) (1968)
- Aurora" (musique de John Fitzgibbon) (1972)
- The Curse of the Langston House (1972)
- Cap-a-Pie (musique de José Raúl Bernardo) (1975)
- Washing (1976)
- Fefu and Her Friends (1977)
- Lolita in the Garden (1977)
- In Service (1978)
- Eyes on the Harem (1979)
- Evelyn Brown (A Diary) (1980)
- Blood Wedding (adapté de Noces de sang (Lorca) de Lorca) (1980)
- Life is a Dream (adapté de La vie est un songe  de de la Barca) (1981)
- A Visit (1981)
- The Danube (1982)
- Mud (1983)
- Sarita (musique de Leon Odenz) (1984)
- No Time (1984)
- The Conduct of Life (1985)
- Cold Air (adapté et traduit par Piñera) (1985)
- A Matter of Faith (1986)
- Lovers and Keepers (musique de Tito Puente et de Fernando Rivas) (1986)
- Drowning (adapté d'un thème de Tchekhov) (1986)
- Art (1986)
- The Mothers (1986; rebaptisé Nadine in 1989)
- Abingdon Square (1987)
- Uncle Vanya (adapté d'une pièce de Tchekhov) (1987)
- Hunger (1988)
- And What of the Night? (quatre spectacles d'un acte: Nadine, Springtime, Lust et Hunger) (1989)
- Oscar and Bertha (1992)
- Terra Incognita (musique de Roberto Sierra) (1992)
- Summer in Gossensass (1995)
- Manual for a Desperate Crossing (1996)
- Balseros (Rafters) (opéra basé sur le thème de Manual for a Desperate Crossing, musique de Robert Ashley) (1997)
- Letters from Cuba (2000)

## Récompenses
- 1965 Obie Award for Distinguished Plays : Promenade and The Successful Life of Three.
- 1977 Obie Award for Playwrighting : Fefu and Her Friends.
- 1979 Obie Award for Directing : Eyes on the Harem.
- 1982 Obie Award for Sustained Achievement.
- 1984 Deux Obie Awards for 1) Playwrighting and 2) Directing: The Danube, Sarita and Mud.
- 1985 Obie Award for Best New American Play: The Conduct of Life.
- 1985 Award de l'Académie américaine des arts et des lettres (littérature).
- 1988 Obie Award for Best New American Play: Abingdon Square
- 2000 Obie Award – Special Citations: "Letters From Cuba"
- 2001 Robert Chesley Award
- 2002 PEN/Laura Pels International Foundation for Theater Award for a Master American Dramatist

#### Ouvrages
- (en) Diane Telgen et Jim Kamp, Notable Hispanic American Women, VNR AG, 1993, -448 (lire en ligne), « Maria Irene Fornés », p. 160-164.
- (en) Jane T. Peterson et Suzanne Bennett, Women Playwrights of Diversity, Greenwood Publishing Group, 1997, 399 p. (lire en ligne), « Maria Irene Fornés », p. 120-127.
- (en) Lisa Passock et Carl Rollyson, Susan Sontag: The Making of an Icon, W. W. Norton & Company, 2000.
- (en) Susan Sontag, Reborn: Journals and Notebooks 1947–1963, Farrar, Straus and Giroux, 2008 (lire en ligne).
- (en) Anne Fliotsos et Wendy Vierow, « Fornés, Maria Irene », dans American Women Stage Directors of the Twentieth Century, University of Illinois Press, 2008, p. 179–189.
- (en) J. Ellen Gainor, « Maria Irene Fornes b. 1930 », dans The Norton Anthology of Drama, vol. 2, W. W. Norton & Company, 2009, p. 1231–1234.
- (en) Scott T. Cummings, Maria Irene Fornés, Routledge, 2013 (lire en ligne).
- (en) Milly Barranger, Theatre: A Way of Seeing, Cengage Learning, 2014, - 416 (lire en ligne), « Maria Irene Fornés and Nilo Cruz », p. 98.

#### Articles de presse
- (en) Allen Frame, « María Irene Fornés », Bomb Magazine,‎ 1984 (lire en ligne).
- Jean-Louis Perrier, « « Off Broadway », le théâtre non commercial de New York lutte pour sa survie », Le Monde,‎ 23 novembre 2000 (lire en ligne).
- (en) Patrick Moore, Susan Sontag and a Case of Curious Silence, 4 janvier 2005 (lire en ligne).
- (en) Harriet Sohmers Zwerling, « Memories of Sontag: From an Ex-Pat’s Diary », The Brooklyn Rail,‎ 7 novembre 2006 (lire en ligne).
- (en) Hilton Als, « Feminist Fatale », The New Yorker, vol. 86, no 5,‎ 22 mars 2010, p. 8 (lire en ligne).
- (en) Allan Kozinn, « Theater World Friends Bring Ailing Playwright Closer To Home », Arts Beat,‎ 6 février 2013 (lire en ligne).